# Ralink
Ralink Technology, Corp. — виробник чипсетів Wi-Fi, в основному відомий своїми наборами мікросхем IEEE 802.11 (Wireless LAN). Компанія Ralink була заснована в 2001 році в Купертіно, Каліфорнія, а потім перенесла свою штаб-квартиру в Сіньчжу, Тайвань.
Деякі з чипсетів Ralink 802.11n RT2800 були прийняті до тестового стенда технології ядра Wi-Fi Alliance 802.11n draft 2.0. Вони також були відібрані в тестових стендах Wi-Fi Protected Setup (WPS) і Wireless Multimedia Extensions Power Save (WMM-PS). Ралінк був учасником Wi-Fi Alliance та комітетів стандартів IEEE 802.11.
Чипсети Ralink використовуються в різних маршрутизаторах споживчого рівня виробництва Gigabyte Technology, Linksys, D-Link, Asus і Belkin, а також у адаптерах Wi-Fi для інтерфейсів USB, PCI, ExpressCard, PC Card і PCI Express . Прикладом адаптера є USB-роз'єм Nintendo Wi-Fi, який використовує чипсет Ralink RT2570, щоб дозволити Nintendo DS або Wii підключатися до мережі через домашній комп'ютер.
5 травня 2011 року Ralink була придбана MediaTek .

## Підтримка операційних систем
Ralink надає деяку документацію без угоди про нерозголошення . Сюди входять таблиці даних їхніх наборів мікросхем PCI та PCIe, але наразі не включає документацію їхньої системи на чипі, що використовується в бездротових маршрутизаторах .

### Linux
Драйвери для контролерів бездротового мережевого інтерфейсу MediaTek Ralink були включені в ядро Linux версії 2.6.24. Ralink надає драйвери з ліцензією GNU General Public License (GPL) для ядра Linux. Хоча драйвери Linux для старих чипсетів RT2500 більше не оновлюються Ralink, тепер вони обслуговуються проектом Serialmonkey rt2x00. Поточні чипсети Ralink вимагають завантаження мікропрограми. Ralink дозволяє використовувати та перерозповсюджувати прошивку, але не дозволяє її модифікувати.
У лютому 2011 року Грег Кроа-Хартман похвалив Ralink за їхнє ставлення до спільноти розробників ядра Linux:

Як ви можете бачити в цих публікаціях, Ralink надсилає патчі для драйвера rt2x00 для своїх нових чипсетів, а не просто скидає величезний автономний tar-архів з драйвером у спільноту, як вони робили в минулому. Це свідчить про величезну готовність навчитися поводитись зі спільнотою ядра, і їх слід сильно заохочувати та хвалити за цю серйозну зміну ставлення.
— Greg Kroah-Hartman. Ralink in-kernel drivers // Linux Kernel Monkey Log. — 09.02.2011.